# Туба (река)
Туба (рус. Туба), река у Краснојарској Покрајини у Русији, формирана на ушћу река Казир и Амила и улива се као десна притока Јенисеја.
Дужина реке је 119 km, од изворна Казира - 507 km. Токови реке су преко огранака Источног Сајана, кроз Минусинску долину, где се разбија у рукавце. Површина слива реке је 36,9 хиљада км²..